# Anchastomorphus
Anchastomorphus là một chi bọ cánh cứng trong họ 
Elateridae.
Chi này được miêu tả khoa học năm 1895 bởi Champion.

## Các loài
Các loài trong chi này gồm:
- Anchastomorphus apicalis Steinheil, 1877
- Anchastomorphus dufaui Fleutiaux, 1911
- Anchastomorphus hilaris (Candèze, 1859)
- Anchastomorphus minutus Schwarz, 1902
- Anchastomorphus ornatus (Candèze, 1893)
- Anchastomorphus phedrus (Candèze, 1859)
- Anchastomorphus posticus (Candèze, 1893)
- Anchastomorphus pygmaeus (Candèze, 1893)
- Anchastomorphus quadriguttatus Champion, 1895
- Anchastomorphus seminalis (Candèze, 1893)
- Anchastomorphus sexmaculatus Schwarz, 1900
- Anchastomorphus suturalis Candèze, 1865
- Anchastomorphus trisignatus Steinheil, 1875